# Морське буріння на нафту і газ

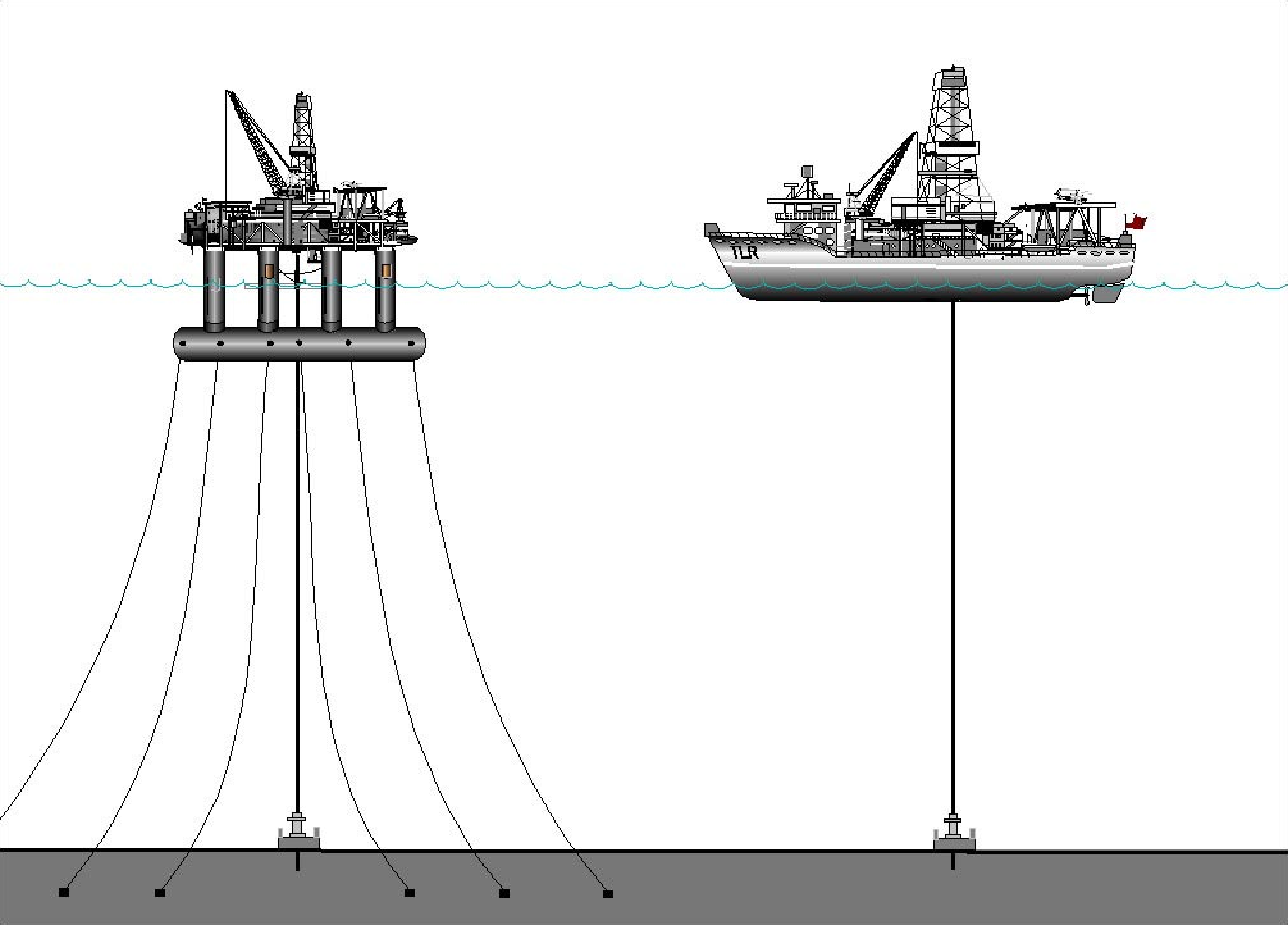
Морське буріння.

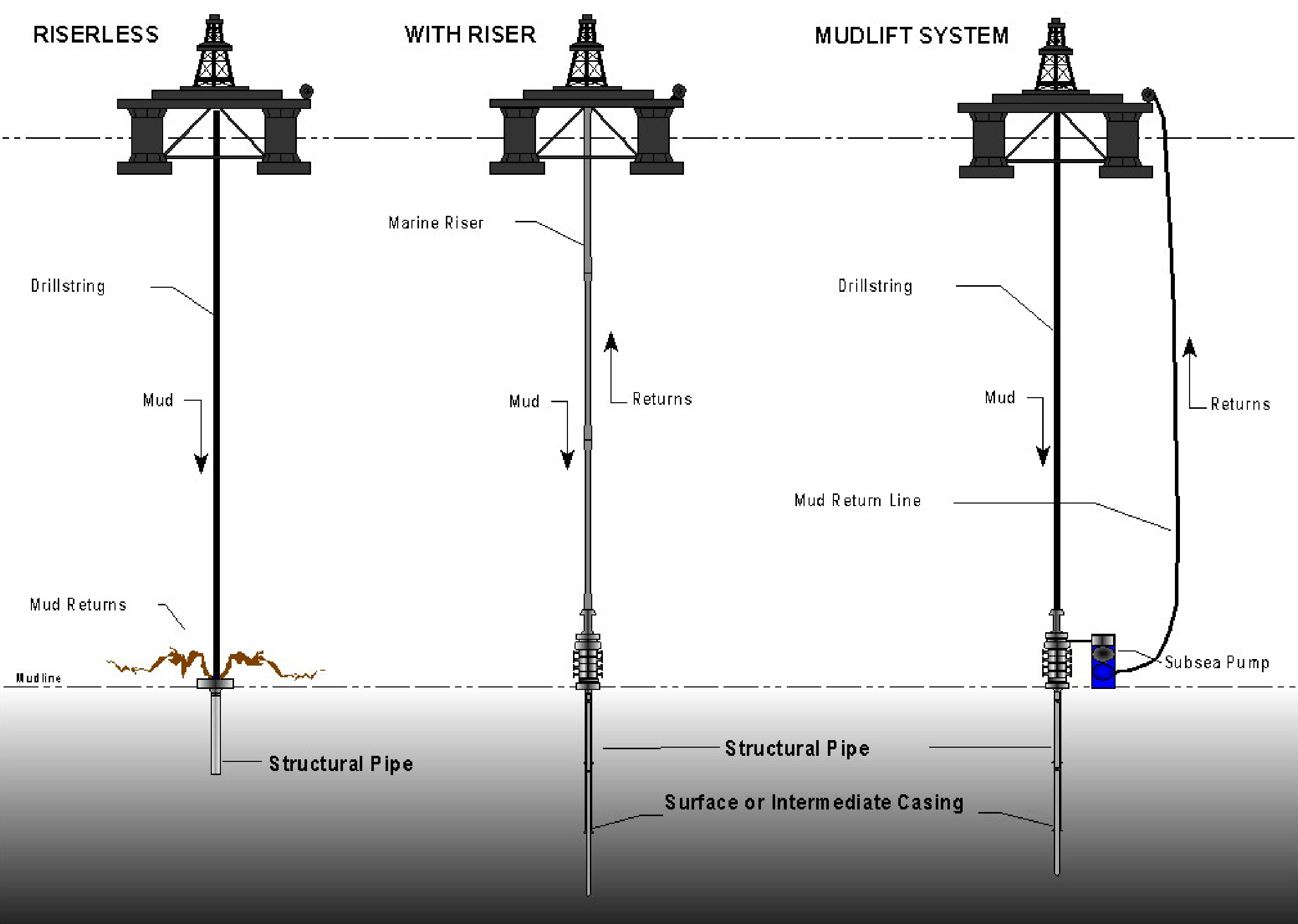
Морське буріння.

Бурі́ння на на́фту і газ морське́ (рос. морское бурение на нефть и газ; англ. offshore petroleum and gas drilling; нім. Bohren auf Erdöl und Erdgas) — буріння пошукових, розвідувальних та експлуатаційних свердловин на акваторіях внутрішніх водних басейнів (наприклад, Чорне, Азовське, Каспійське моря, озеро Маракайбо), морів (наприклад, Перська затока, Карибське, Японське, Північне моря) і океанських шельфів (наприклад, Каліфорнія, Західна Африка, Австралія). Буріння ведеться зі штучних основ, естакад, пересувних плавучих суден і платформ з висувними опорами.
Різні бурові установки виникли внаслідок різноманітних умов та використання різних технологій на різних глибинах акваторій. Так, наприклад, плавучі установки напівзаглиблювального типу використовуються для буріння на глибинах до 300 м, у той час як самопіднімальні бурові установки — лише до 120 м. При глибинах до 1500 метрів використовують бурові судна, що відрізняються більшою маневреністю і швидкістю переміщення, а головне, більшою автономністю. Запас необхідних витратних матеріалів дозволяє проводити буріння свердловин без довантаження. А висока швидкість забезпечує можливість швидкого перебазування.
Рекорд буріння в глибоких водах із судна був встановлений компанією Transocean і ChevronTexaco на судні Discoverer Deel Seas в 2004 р., коли було розпочато буріння в Мексиканській затоці при глибині моря 3053 м. Найбільша глибина, що розроблялася з операційної платформи, сягала 2600 м (компанія Petrosbras America Cascade FPSO на ділянці Walker Ridge у Мексиканській затоці).